# Ernest Coppieters-Stochove

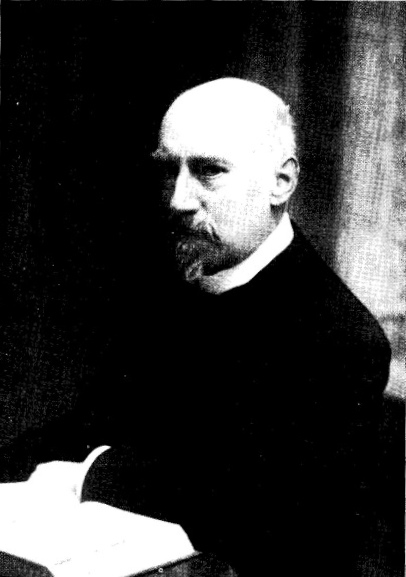
Ernest Coppieters-Stochove

Ernest Coppieters Stochove (Brugge, 7 februari 1848 – Sint-Pieters, 28 april 1936) was een Belgisch historicus.

## Familie
Jonkheer Ernest Charles Joseph Ghislain Coppieters-Stochove, uit de adellijke familie Coppieters was de zoon van vrederechter Joseph Coppieters en Nathalie Gilliodts, en de kleinzoon van Charles Coppieters (voorzitter van de rechtbank van eerste aanleg en ondervoorzitter van de Kamer van Volksvertegenwoordigers) en Thérèse Stochove.
Ernest Coppieters trouwde in 1875 met Valerie Delebecque (1844-1918) en ze hadden een zoon, Hubert Coppieters-Stochove.
Bij Koninklijk Besluit van 20 januari 1885 werd hij gemachtigd de naam van zijn grootmoeder (uitgestorven familie) bij de zijne te voegen.

## Levensloop
Ernest Coppieters begon rechtenstudies in Gent, maar voltooide ze niet. Hij heeft zijn leven van gegoede rentenier volledig gewijd aan historische studies.
Na zijn huwelijk woonde hij in Gent en werd actief in de Geschied- en Oudheidkundige Kring, waar hij een aantal jaren als secretaris-schatbewaarder fungeerde. 
Nadat hij zich op het kasteel Ruddershove in Sint-Pieters was komen vestigen, verlegde hij zijn belangstelling naar de Brugse geschiedenis en in 1916 werd hij bestuurslid en secretaris van het Genootschap voor Geschiedenis te Brugge, in 1921 werd hij ook nog penningmeester en oefende beide functies uit tot in 1926. Van dat jaar tot aan zijn dood was hij ondervoorzitter. Bij zijn dood werd hem hulde gebracht, omdat hij samen met voorzitter Arthur De Schrevel het genootschap van de financiële ondergang had gered.
In 1880 werd Coppieters consul van de Sandwich Eilanden of Hawaïaanse Republiek, en dit tot in 1898, de datum waarop Hawaï door de Verenigde Staten van Amerika geannexeerd werd.

## Publicaties
- Artikels in Annales de la Société d'histoire et d'architecture à Gand:
  - Les archives conservés dans les églises et couvents de Gand, Gent, 1900.
  - Les archives conservées en l'Eglise Saint-Jacques, Gent, 1900.
  - Les archives conservées en l'Eglise Saint-Nicolas, Gent, 1903.
  - Note au sujet des anciennes barges faisant le service entre Gand et Bruges, Gent, 1928.
- Artikels in de Handelingen van het Genootschap voor Geschiedenis te Brugge:
  - Origine de la société d'horticulture et d'arboriculture de Bruges, Brugge, 1895.
  - Cartulaire de l'abbaye d'Elseghem.
  - Cérémonies funèbres à Courtrai à la mort de Philippe II, Brugge, 1895.
  - Inventaire des archives de l'Eglise Saint-Gilles à Bruges, Brugge, 1914.
  - Un jugement du Conseil de Flandre en matière héraldique, Brugge, 1914.
  - Le poêle du service des échevins d'Ypres tués en 1303, Brugge, 1915-22.
  - Het beschieten van Brugge door de Franschen op 12 maart 1814, Brugge, 1923.
  - La Confrérie de Sainte-Barbe et Sainte-Cécile aux Augustins à Bruges, 1924.
  - Essai d'introduction à Bruges de l'industrie des filets de pêche, Brugge, 1935.